# Hohenstein (Türingia)
Hohenstein település Németországban, azon belül Türingiában. Lakosainak száma 2048 fő (2023. december 31.).

## Népesség
A település népességének változása:
| Lakosok száma | 2182 | 2167 | 2066 | 2039 | 2048 |
|               | 2017 | 2019 | 2021 | 2022 | 2023 |